# Osluševci
Osluševci – wieś w Słowenii, w gminie Ormož. 1 stycznia 2018 liczyła 204 mieszkańców.